# استاتیس تاولاردیس
استاتیس تاولاردیس (یونانی: Στάθης Ταυλαρίδης؛ زادهٔ ۲۵ ژانویهٔ ۱۹۸۰) بازیکن فوتبال سابق اهل یونان است که در پست مدافع بازی می‌کرد.
از باشگاه‌هایی که در آن بازی کرده‌است می‌توان به باشگاه فوتبال آرسنال، باشگاه فوتبال پورتسموث، باشگاه فوتبال سن-اتین، باشگاه فوتبال آترومیتوس، باشگاه فوتبال لاریسا، باشگاه فوتبال ایراکلیس ۱۹۰۸، باشگاه فوتبال لیل، و باشگاه فوتبال پاناتینایکوس، باشگاه فوتبال لیل، و تیم ملی فوتبال یونان اشاره کرد.
وی همچنین در تیم‌های ملی فوتبال و زیر ۲۱ سال یونان بازی کرده‌است.